# Guadahortuna
Guadahortuna ist eine Gemeinde in der Provinz Granada im Südosten Spaniens mit 1.830 Einwohnern (Stand: 2024). Die Gemeinde liegt in der Comarca Los Montes. 

## Geografie
Guadahortuna grenzt im Norden an die Provinz Jaén, im Osten an die Gemeinde Alamedilla, im Süden an die Gemeinden Torre-Cardela und Píñar und im Westen an die Gemeinden Montejícar und Iznalloz.

## Geschichte
Guadahortuna ist seit prähistorischen Zeiten besiedelt.
Während des maurischen Al-Andalus erhielt die Gemeinde ihren Namen, der "Fluss des Glücks" bedeutet. In dieser Zeit diente sie als Grenzgebiet, in dem christliche Truppen in maurisches Gebiet eindrangen, um die Einwohner zu schikanieren.
Im Jahr 1486, nach dem Sieg der Christen über die Mauren, besiedelte Königin Isabella I. von Kastilien die Gemeinde wieder mit Christen.
Im Jahr 1492 wurde Guadahortuna Teil der Stadt Granada, bis die Gemeinde 1557 mit dem Geld aller Einwohner ihre Unabhängigkeit erkaufte.